# Авеста (місто)
Авеста (швед. Avesta) — місто (tätort), адміністративний центр провінції Даларна, Швеція. Розташоване за 130 км на північний захід від Стокгольма, у центральній частині країни. Населення 14 738 осіб (2005 р., оцінка)

## Історія
Засноване як невеликий хутір на березі р. Далекарлія (Далельвен) в 1303 р. В 1636 р. з'явилися перші мідні шахти, зіпсовані до 1869 року. Тим не менш, населення збільшилося і до 1919 Авеста отримало статус міста.

## Галерея

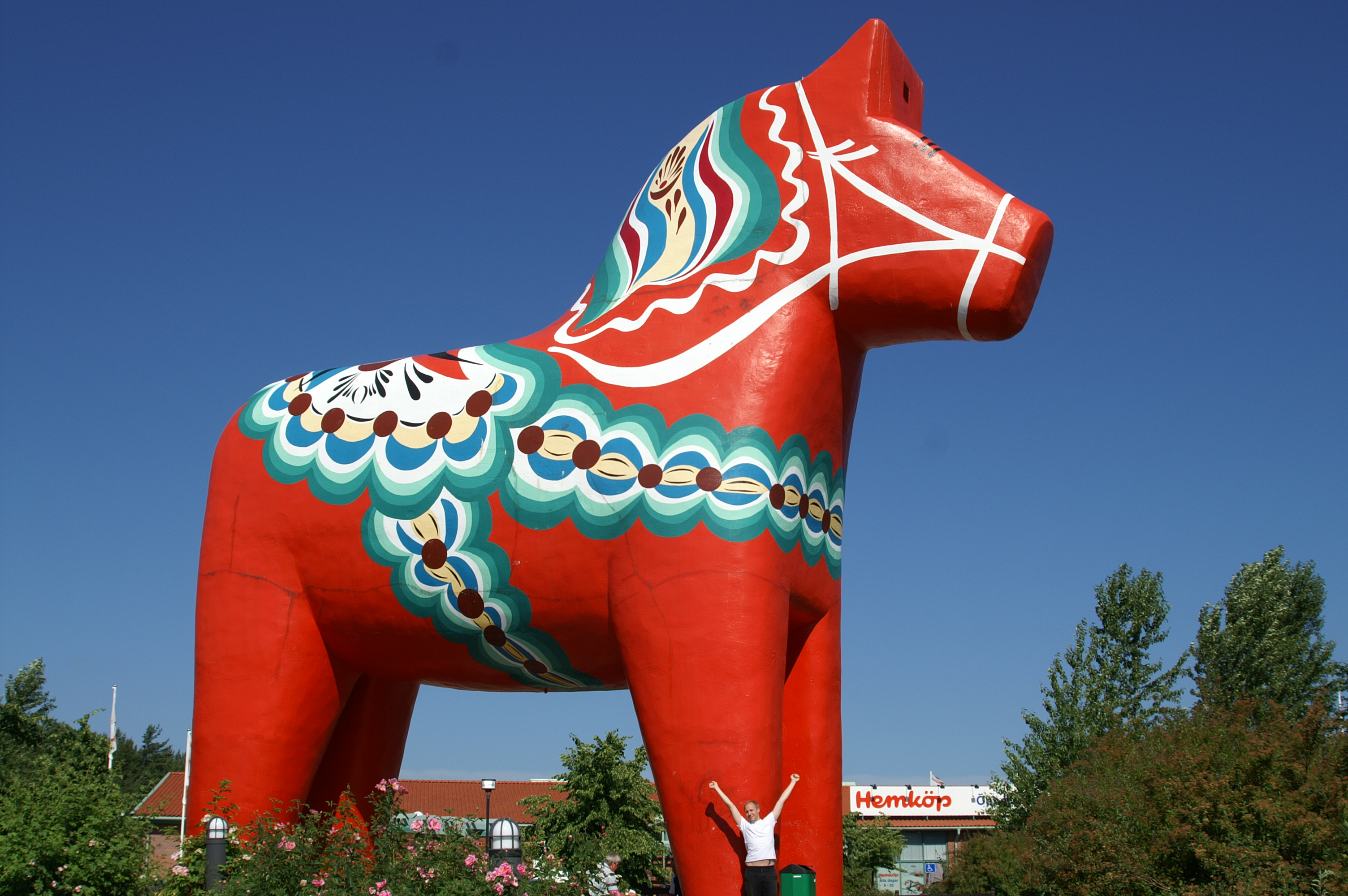
Даларнський кінь — найбільша статуя Авести
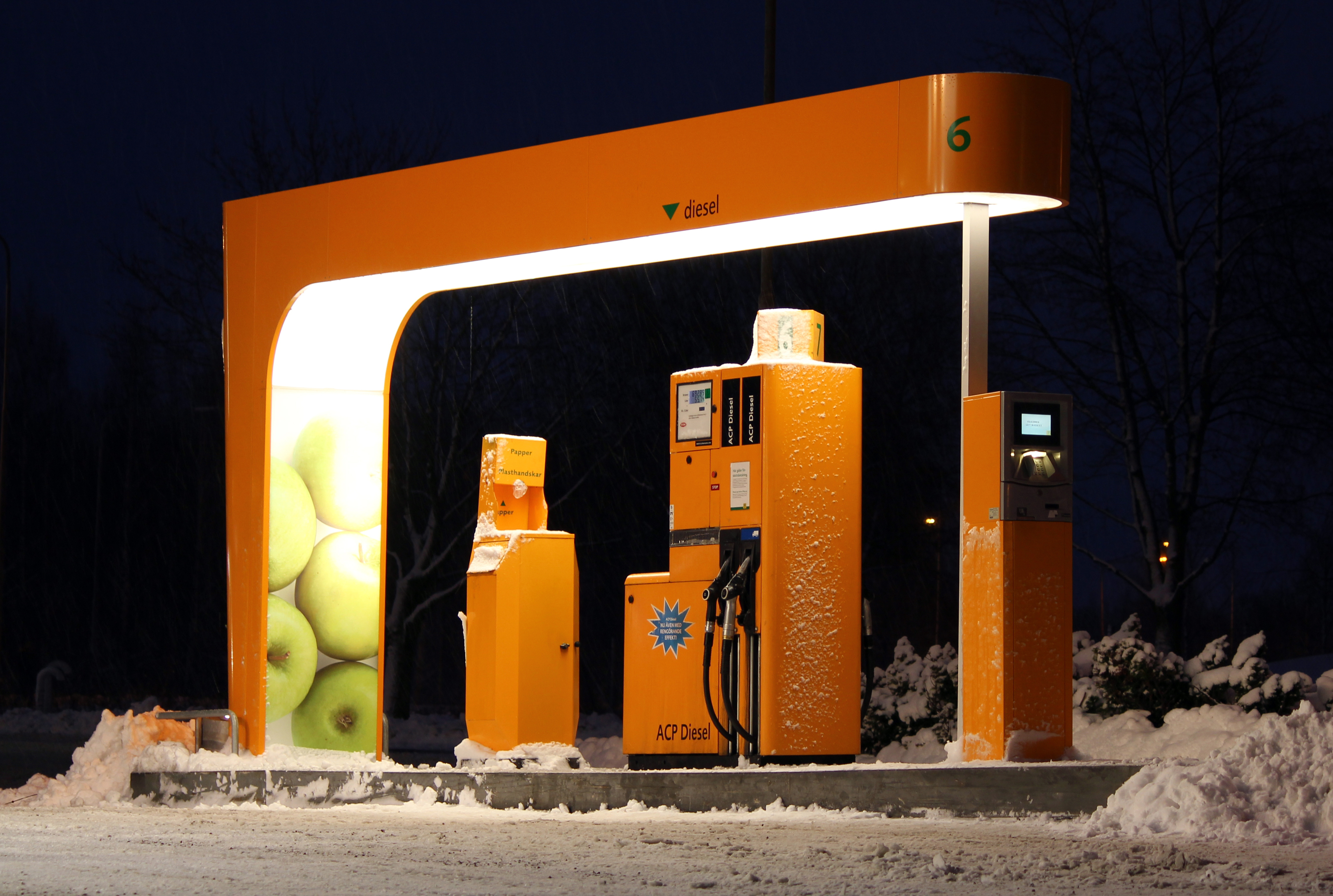
Автоматична дизельна Автозаправна станція з терміналом для кредитних карток в Авесті